# Саймън и Гарфънкъл
„Саймън и Гарфънкъл“ (на английски: Simon & Garfunkel) е американски фолк рок дует, състоящ се от певеца и текстописеца Пол Саймън и певеца Арт Гарфънкъл. Те са една от най-продаваните музикални групи от 60-те години на 20-и век, като техните най-големи хитове включват The Sound of Silence (1966), The Boxer (1969) и Bridge over Troubled Water (1969); всяка една от тези песени достига до първа позиция в класациите за сингли по целия свят.
Пол Саймън и Арт Гарфънкъл се запознават в началното училище в Куинс, Ню Йорк, през 1953 г., където учат и започват да пишат песни. Като тийнейджъри, под името „Том и Джери“, те имат малък успех с Hey Schoolgirl (1957), песен, имитираща техните идоли, „Евърли Брадърс“. През 1963 г., осъзнавайки нарастващия обществен интерес към фолк музиката, те се прегрупират и подписват договор с „Кълъмбия Рекърдс“ като „Саймън и Гарфънкъл“. Дебютният им албум Wednesday Morning, 3 A.M. е неуспешен и Пол Саймън се връща към самостоятелната си кариера, този път в Англия. През юни 1965 г. нова версия на The Sound of Silence, презаписана с електрическа китара и барабани, става хит в американсите радиостанции и достига № 1 в „Билборд Хот 100“. Третият им албум Parsley, Sage, Rosemary and Thyme (1966), очертава повече творчески контрол от двамата музиканти. Тяхната музика е използвана във филма от 1967 г. „Абсолвентът“, което още повече засилва популярността им. Следващият им албум Bookends (1968) оглавява класацията на „Билборд 200“ и включва номер едно сингъла Mrs. Robinson.
Последният им студиен албум, Bridge over Troubled Water, е издаден през януари 1970 г. и става един от най-продаваните албуми в света. През 1970 г. поради артистични разногласия и проблемни отношения, Саймън и Гарфънкъл се разделят. След раздялата им Пол Саймън издава редица добре приети албуми, включително Graceland от 1986 г. Арт Гарфънкъл издава самостоятелни хитове като All I Know и за кратко преследва актьорска кариера с водещи роли във филмите на Майк Никълс „Параграф 22“ и „Плътското познание“ и във филма на Николас Роуг от 1980 г. „Лош момент“. Дуетът се събира отново няколко пъти, най-известен от които е концертът в „Сентръл Парк“ в Ню Йорк през 1981 г., на който присъстват над 500 000 души, това е един от най-големите концерти в историята.
„Саймън и Гарфънкъл“ имат спечелени 7 награди „Грами“ и са приети в Залата на славата на рокендрола през 1990 г. Ричи Унтербергер ги описва като „най-успешното фолк-рок дуо на 60-те“ и едни от най-популярните изпълнители от десетилетието. Те са сред най-продаваните музикални изпълнители, като са продали повече от 100 милиона записа. През 2010 г. те са класирани на 40-о място в списъка на „Ролинг Стоун“ при най-великите изпълнители на всички времена и на трето място в списъка на най-великите дуети.

## Ранна история
Пол Саймън и Арт Гарфънкъл израстват през 40-те и 50-те години на XX век в предимно еврейския квартал „Кю Гардънс Хилс“ на района Куинс в Ню Йорк, където живеят на три пресечки един от друг. Те учат в едни и същи училища – 164-то обществено училище, Основно училище „Парсънс“ и Средно училище „Форест Хилс“. И двамата обичат музиката, слушат редовно радио и са ентусиазирани от появата на рокендрола, особено от групата „Евърли Брадърс“. Саймън за пръв път забелязва Гарфънкъл при участието му в музикален конкурс в четвърти клас, решавайки, че това е добър начин за привличане на момичетата. Двамата се сприятеляват като шестокласници през 1953 година, когато участват в училищна постановка по „Алиса в страната на чудесата“ (Саймън е белият заек, Гарфънкъл е Чешърският котарак). С трима други приятели те създават ду-уап група, наречена „Пептоунс“, и се учат на вокално хармонизиране. След това започват да пеят като дует на училищни танци.
След като преминават в Средното училище „Форест Хилс“, през 1956 година Саймън и Гарфънкъл пишат първата си песен, The Girl for Me, като бащата на Саймън изпраща ръкописно копие в Библиотеката на Конгреса, за да регистрира авторските им права. Опитвайки се да научат текста на песента на „Евърли Брадърс“ Hey Doll Baby, двамата съставят песента Hey Schoolgirl, която записват за 25 долара в звукозаписното студио „Сандърс“ в Манхатън. По време на записа те са чути от продуцента Сид Проузън, който сключва договор с тях от името на своя независим лейбъл „Биг Рекърдс“ – по това време двамата са петнадесетгодишни.
С „Биг Рекърдс“ Саймън и Гарфънкъл приемат името „Том и Джери“ – Гарфънкъл се нарича Том Граф, препратка към интереса му към математиката, а Саймън – Джери Ландис по фамилията на момиче, с което излиза. Първият им сингъл Hey, Schoolgirl е издаден с Dancin' Wild на задната страна през 1957 година. И двамата признават влиянието на „Евърли Брадърс“ върху стила им от този период, включително върху Hey, Schoolgirl. Проузън, използвайки нерегламентираната система пейола, подкупва радиоводещия Алън Фрийд да пусне сингъла в своето предаване, където той започва да звучи ежедневно. Hey, Schoolgirl започва да се излъчва редовно от поп радиостанции в цялата страна, в резултат на което се продава в повече от 100 хиляди копия и стига 49-о място в класацията на „Билборд“. Проузън активно промотира групата, осигурявайки им участие в телевизионното предаване на Дик Кларк „Американ Бендстенд“ заедно с Джери Лий Люис. Саймън и Гарфънкъл си поделят около 4 хиляди долара от тази песен – по два процента от правата, а останалото остава за Проузън. Те издават още два сингъла с „Биг Рекърдс“ – Our Song и That's My Story – но и двата нямат успех.
След като завършват Средното училище „Форест Хилс“ през 1958 година, двамата продължават своето образование, тъй като музикалната им кариера остава несигурна. Саймън отива да следва английска филология в Нюйоркския градски университет, а Гарфънкъл започва да учи архитектура, а след това история на изкуството в Колумбийския университет. Докато дуетът още е при „Биг Рекърдс“, Саймън издава и соловия сингъл True or False под псевдонима Тру Тейлър. Това предизвиква недоволството на Гарфънкъл, който го приема като предателство, и емоционалното напрежение от този случай периодично предизвиква кризи в сътрудничеството между двамата през следващите години.
През 1963 г. дуетът става част от сцената за фолк музика в Гринич Вилидж. Саймън показва на Гарфънкъл няколко от песните, които е написал във фолк стил: „Sparrow“, „Bleecker Street“ и „He Was My Brother“, която по-късно е посветена на Андрю Гудман, техен приятел и съученик на Саймън в Куинс Колидж, който е убит в окръг Нешоба, Мисисипи, на 21 юни 1964 г., заедно с други двама активисти на движението за граждански права. Албумът „Wednesday Morning, 3 A.M.“, записан за компанията Кълъмбия Рекърдс, включва още две оригинални песни от Саймън и е издаден на 19 октомври 1964 г., но първоначално не жъне успех. След издаването на албума Саймън се мести във Великобритания, където изпълнява музика във фолк клубове. Докато Саймън е в Англия, песента „The Sounds of Silence“ от албума „Wednesday Morning, 3 A.M.“ започва да се излъчва по радиостанции във Флорида и Бостън. Продуцентът на дуета Том Уилсън използва студийната група на Боб Дилън, за да дублира електрически китари, бас и барабани върху оригиналния запис на „The Sounds of Silence“, след което издава песента като сингъл в новия стил фолк рок и за изненада на Саймън тя влиза в Топ 40. През септември 1965 г. Саймън чува, че песента е влязла в класациите, докато свири в датски клуб.

## Успех
До 1 януари 1966 г. „The Sounds of Silence“ достига първо място в поп класациите. Саймън незабавно се връща в Съединените щати. На 17 януари 1966 г. е издаден албумът „Sounds of Silence“, който достига 21-во място в класациите, а преиздаденият „Wednesday Morning 3 A.M.“ достига 30-о място. На 10 октомври 1966 г. е издаден албумът „Parsley, Sage, Rosemary and Thyme“, с водеща песен „Scarborough Fair/Canticle“, базирана на английска балада от 16 век с аранжимент на Мартин Карти. Албумът достига 4-то място в класациите. След като става част от саундтрака на филма с Дъстин Хофман „Абсолвентът“, песента е издадена като сингъл през 1968 г. През март 1968 г. е издаден албумът „Bookends“, който оглавява класациите и включва синглите от топ 25: „A Hazy Shade of Winter“, „Fakin' It“, „At the Zoo“, „America“ и пълна версия на „Mrs. Robinson“, която достига първо място в класацията на синглите. През март 1969 г. тя е обявена за Запис на годината на наградите Грами, а Саймън получава наградата за най-добра музика, написана за киното или телевизията.
На 26 януари 1970 г. е издаден албумът „Bridge over Troubled Water“. Песента със същото заглавие остава начело на класациите в продължение на шест седмици и става една от най-продаваните песни на десетилетието. Албумът включва още три песни от топ 20: „Cecilia“ (US #4) и „The Boxer“ (US #7) и „El Cóndor Pasa“ (US #18). На наградите Грами през 1971 г. албумът и сингълът са наградени като албум и запис на годината. Албумът им от 1972 г. се продава в над 14 милиона копия, което го прави най-продавания албум на дует.

## Разпадане
Дуетът се разпада през 1970 г. След това Пол Саймън реализира успешна солова кариера, издавайки албумите „There Goes Rhymin' Simon“, „Still Crazy After All These Years“ и „Graceland“. Гарфънкъл играе в театъра. Соловите му певчески изяви се приети по-хладно, отколкото тези на Саймън. Най-добрият му албум е „Watermark“ от 1978 г., автор на песните от който е Джими Уеб. През юни 1972 г. дуетът се събира за бенефисен концерт в полза на кандидата за президент от Демократическата партия Джордж Макгавърн в президентската кампания срещу Ричард Никсън.
На 19 септември 1981 г. дуетът изнася безплатен концерт в Сентръл Парк в Ню Йорк, на който присъстват 500 000 души.
През 1990 г. двамата изпълняват заедно на церемонията по встъпването им в Рок енд рол залата на славата. На 23 февруари 2003 г. дуетът получава наградата Грами за цялостен принос към музиката. Тяхното изпълнение е представено от Дъстин Хофман. От 16 октомври до 21 декември 2003 двамата изнасят 27 концерта в Съединените щати и един в Торонто, а през лятото на 2004 г. новото им турне включва и концерти в Европа. Според кмета на Рим на последния им концерт в Колизеума са присъствали 600 000 души.

## Дискография
- 1964 – Wednesday Morning, 3 A.M.
- 1966 – Sounds of Silence
- 1966 – Parsley, Sage, Rosemary and Thyme
- 1968 – Bookends
- 1970 – Bridge over Troubled Water
- 1981 – The Concert in Central Park

Сингли с позиции в Топ 100
- „The Sounds of Silence“ (#1) / „We've Got a Groovey Thing Goin'“ -- Columbia 43396 -- 11/65
- „Homeward Bound“ (#5) / „Leaves That Are Green“ -- Columbia 43511 -- 2/66
- „I Am a Rock“ (#3)/ „Flowers Never Bend with the Rainfall“ -- Columbia 43617 -- 5/66
- The Dangling Conversation (#25)/The Big Bright Green Pleasure Machine -- Columbia 43728 -- 7/66
- „A Hazy Shade of Winter“ (#13) / „For Emily, Whenever I May Find Her“ -- Columbia 43873 -- 11/66
- „At the Zoo“ (#16) / „The 59th Street Bridge Song (Feelin' Groovy)“ -- Columbia 44046 -- 3/67
- „Fakin' It“ (#23) / „You Don't Know Where Your Interest Lies“ -- Columbia 44232 -- 7/67
- „Scarborough Fair/Canticle“ (#11) / „April Come She Will“ -- Columbia 44465 -- 3/68
- Mrs. Robinson (#1) / „Old Friends“ / „Bookends“ -- Columbia 44511 -- 4/68
- „The Boxer“ (#7) / „Baby Driver“ (#101) -- Columbia 44785 -- 4/69
- „Bridge over Troubled Water“ (#1) / „Keep the Customer Satisfied“ -- Columbia 45079 -- 2/70
- „Cecilia“ (#4) / „The Only Living Boy in New York“ -- Columbia 45133 -- 4/70
- „El Cóndor Pasa“ (#10) / „Why Don't You Write Me“-- Columbia 45237 -- 9/70
- „For Emily, Whenever I May Find Her“ (live version) (#53) / „America“ (#97) -- Columbia 45663 -- 9/72
- „My Little Town“ (#9) / „Rag Doll (Art Garfunkel)“ / „You're Kind“ (Paul Simon) -- Columbia 10230 -- 10/75
- „Wake Up Little Susie“ (#27) / „Me and Julio Down by the Schoolyard“ -- Warner 50053 -- 4/82